# Locustelle fluviatile
Locustella fluviatilis
Espèce
Statut de conservation UICN

 LC  : Préoccupation mineure
Répartition géographique
- aire de nidification
- zone d'hivernage

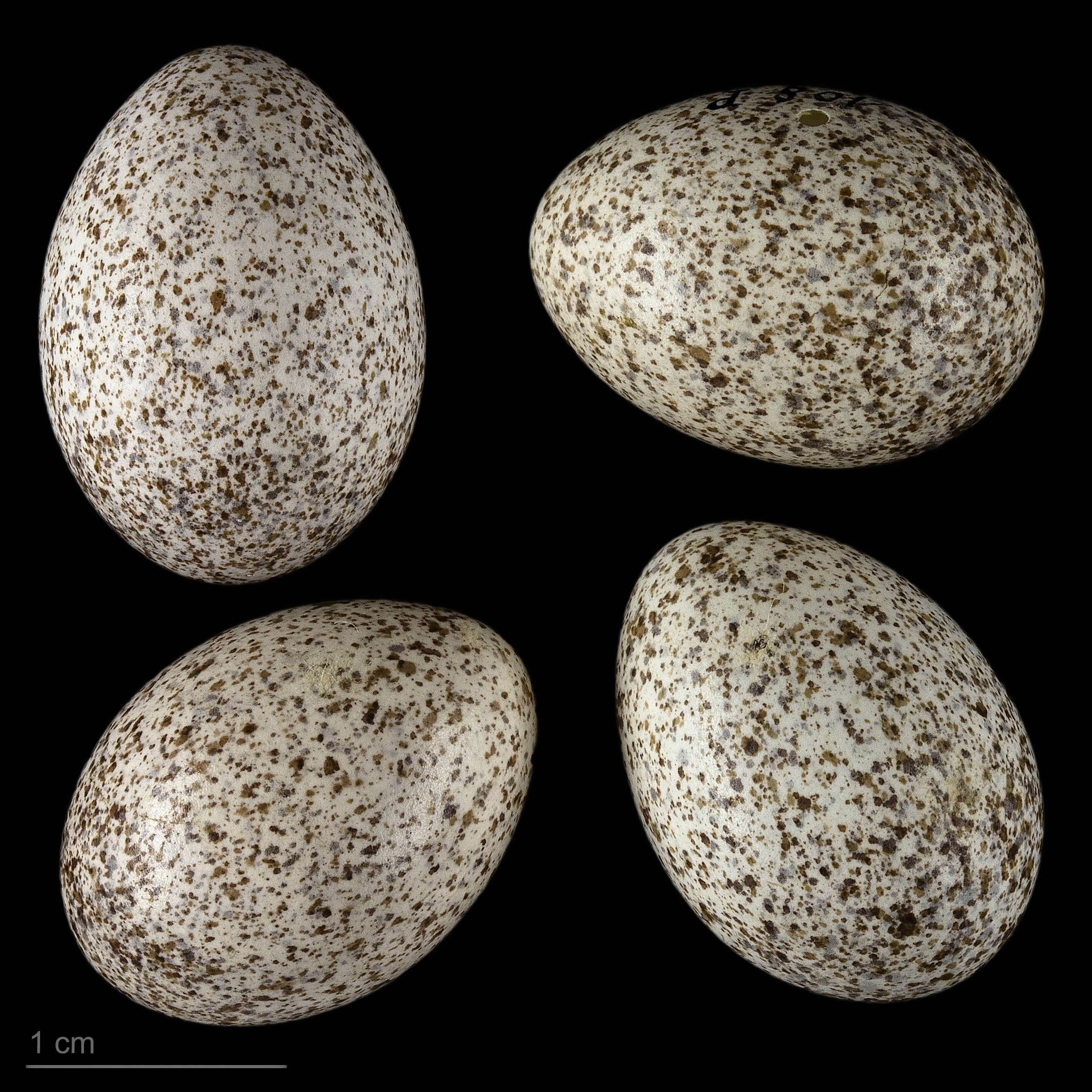
Oeufs de Locustella fluviatilis - Muséum de Toulouse

La Locustelle fluviatile (Locustella fluviatilis) est une espèce de passereaux de la famille des Locustellidae, quelquefois encore classée dans celle des Sylviidae.

## Répartition
Cette espèce niche en Europe centrale et de l'Est et dans l'ouest de l'Asie. Elle migre pour rejoindre ses quartiers d'hiver en Afrique australe.